# Rachimbourg
Au Haut Moyen Âge, rachimbourgs (regimburgii, regenburgii, racineburgii, rathem- burgii) désigne des hommes libres choisis par le comte pour l'assister au mallus car ils connaissent les droits et lois. Charlemagne les remplace par les échevins.

## Tradition de la faculté de droit d’Aix-en-Provence
Les Rachimbourgs sont aussi une ancienne tradition de la Faculté de droit d'Aix-en-Provence.  
L'histoire de ce spectacle débute à la Faculté de droit d'Aix-en-Provence située dans la vieille ville : Auguste Dumas dispense son cours d’histoire du droit dans lequel il évoque les rachimbourgs, ces magistrats mérovingiens intermittents qui statuent à la manière de jurés d'assises, jusqu'à il y a environ mille trois cents ans. Le terme doit amuser les étudiants de l’époque qui commencent à chahuter à son énoncé pour arrêter le cours et sortir de la faculté avec chants et cris de joie, dans un singulier défilé.
Depuis quatre-vingt dix ans, le groupe des Rachimbourgs est constitué d’étudiants de la Faculté de droit d’Aix-en-Provence. Ces derniers se réunissent chaque semaine pendant cinq mois pour préparer le spectacle annuel et le traditionnel bal des Rachimbourgs. Le spectacle tourne en dérision l’univers de la Faculté de droit d’Aix, au travers de tribunaux, de sketchs et de chansons. Le spectacle est une représentation artistique satirique des professeurs et du monde universitaire en général, les corps enseignant et administratif se plaisant à assister au spectacle. 
Depuis 2010 c'est le Bureau des Étudiants de la Faculté de droit qui a repris l'organisation du spectacle des Rachimbourgs. Il se déroule traditionnellement courant fin mars dans l'emblématique amphithéâtre Portalis dont la présence d'au moins 600 spectateurs est attendue. À ces 600 privilégiés s'ajoutent aux alentours de 10 000 étudiants qui assistent au spectacle grâce à la communication visuelle et virale sur internet. 
Le spectacle a même sa devise : Cave Felinem censé signifier « Attention au chat » (en latin correct Cave felem). En effet, le chat noir est l'animal totem des Rachimbourgs.